# La calle del terror: la reina del baile
La calle del terror: La reina del baile  o  Fear Street: Prom Queen   es una película estadounidense de terror dirigida por Matt Palmer a partir de un guion que coescribió con Donald McLeary, basada en la novela La reina del baile (1992) de la saga de libros La calle del terror. Es la cuarta entrega de la saga de películas del mismo nombre. La película es protagonizada por India Fowler, Suzanna Son, Fina Strazza, David Iacono, Ella Rubin, Chris Klein, Ariana Greenblatt, Lili Taylor y Katherine Waterston.
Producida por Chernin Entertainment, Fear Street: Prom Queen se estrenó en Netflix el 23 de mayo de 2025.

## Premisa
Mientras los estudiantes de la preparatoria Shadyside se preparan para el baile de graduación de 1988, las «Chicas de moda» luchan por conseguir apoyo para ser elegidas reinas del baile. Al surgir una candidata inusual en la contienda, algunas de las otras candidatas comienzan a desaparecer sin dejar rastro.

## Reparto
- India Fowler como Lori Granger
- Suzanna Son como Megan Rogers
- Fina Strazza como Tiffany Falconer
- David Iacono como Tyler Torres
- Ella Rubin como Melissa Mckendrick
- Chris Klein como Dan Falconer
- Ariana Greenblatt como Christy Renault
- Lili Taylor como Vicepresidenta Dolores Brekenridge
- Katherine Waterston como Nancy Falconer
- Brennan Clost como Gerald
- Rebecca Ablack como Debbie Winters
- Ilan O'Driscoll como Linda Harper
- Damian Romeo como Judd
- Dakota Taylor como Bobby
- Luke Kimball como Devlin Brekenridge
- Cecilia Lee como Harmony LaFay
- Joanne Boland como Rose Granger
- Dale Whibley como Jimmy
- Tom Keat como Freddie
- Joseph Chiu como Spider
- Ryan Rosery como Chad
- Eden Summer Gilmore como Claire
- Darrin Baker como Director Wayland
- Christopher B. MacCabe como Stoker